# Кампеонато Бразилейро Серия Б
Бразилия Серия Б e втората футболна дивизия в Бразилия, състояща се от 20 отбора. Основана e през 1971 г.
Първите 4 отбора в крайното класиране за сезона се класират за участие в Бразилия Серия А, а последните 4 изпадат в трета дивизия - Бразилия Серия Ц.

## Отбори, състезаващи се през сезон 2011
Списък от 20-те отбора, състезаващи се през сезон 2011:
- АБС

- Американа

- АСА

- Брагантино

- Вила Нова

- Витория

- Гояш

- Гремио Пруденте

- Гуарани

- Дуки ди Кашиас

- Икаса

- Итуитаба

- Крисиума

- Наутико

- Парана

- Понте Прета

- Портогеза

- Салгейро

- Сао Каетано

- Спорт Ресифе

### Класирали се вБразилия Серия АотБразилия Серия Бслед края на сезон 2010
- Коритиба

- Фигейренсе

- Баия

- Америка (Минас Жерайс)

### Изпаднали отБразилия Серия АвБразилия Серия Бслед края на сезон 2010
- Витория

- Гуарани

- Гояш

- Гремио Пруденте

### Класирали се отБразилия Серия ЦвБразилия Серия Бслед края на сезон 2010
- АБС

- Итуитаба

- Крисиума

- Салгейро

### Изпаднали отБразилия Серия БвБразилия Серия Цслед края на сезон 2010
- Бразилиензе

- Санто Андре

- Ипатинга

- Америка де Натал